# Matanza de Atocha
La Matanza de Atocha (in italiano "massacro di Atocha") del 1977 fu un attacco terroristico commesso da terroristi di estrema destra, nel centro di Madrid la notte del 24 gennaio 1977, nel quadro del cosiddetto terrorismo tardo-franchista. Morirono cinque avvocati del lavoro del Partito Comunista di Spagna (PCE) e delle Commissioni dei Lavoratori (CC. OO.).
Gli avvocati del lavoro assassinati erano Enrique Valdelvira Ibáñez, Luis Javier Benavides Orgaz e Francisco Javier Sauquillo. Furono anche uccisi lo studente di legge Serafín Holgado e l'amministratore Ángel Rodríguez Leal. Inoltre, Miguel Sarabia Gil, Alejandro Ruiz-Huerta Carbonell, Luis Ramos Pardo e Lola González Ruiz sono rimasti gravemente feriti nell'attacco.